# J. B. Danquah-Adu
Joseph Boakye Danquah Adu, (2 de julho de 1965 - 9 de fevereiro de 2016) foi um revisor oficial de contas e político ganês de uma família política ganense proeminente. Seu avô, J. B. Danquah após os quais foi nomeado era um político bem conhecido que foi muito instrumental nas lutas políticas do Gana para a independência, membro de um grupo de políticos apelidado de Big Six, e mais tarde um opponenent de Kwame Nkrumah, primeiro primeiro-ministro de Gana e presidente. O nome Danquah é soletrado às vezes como Dankawa.
JB Danquah Adu nasceu no dia 2 de julho de 1965, em Old Tafo na Região Leste do Gana.
Ele era casado e tinha duas crianças.
Juntou-se o parlamento do Gana, quando ele ganhou um assento nas eleições gerais do Gana em 2004 para representar Abuakwa Norte. Ele foi nomeado como vice-ministro de assuntos de mulheres e crianças pela administração de John Kufuor. Ele perdeu o assento para, Samuel Kwadwo Amoako, um membro de seu próprio partido, o Novo Partido Patriótico nas eleições gerais de 2008. Ele no entanto ganhou de volta nas eleições gerais de 2012, batendo o Congresso Democrático Nacional de Victor Smith.
Ele foi nomeado membro tanto da Comissão dos Orçamentos Especial e do membro do Comité de Comércio, Indústria e Turismo na 5ª parlamento do Gana da 4ª República.
Na manhã do dia 9 de fevereiro de 2016, a Nação do Gana acordou com a notícia de que o membro do Parlamento havia sido esfaqueado até a morte nas primeiras horas da manhã.
Posteriormente, a polícia prendeu um homem pelo assassinato. o homem, Daniel Asiedu, mais tarde confessou ter matado o MP, em uma luta como ele tentou roubá-lo. Daniel Asiedu foi acusado de assassinato.